# Älvkarleby kraftverk
Älvkarleby kraftverk  är ett vattenkraftverk i Älvkarleby, cirka 8 kilometer från Dalälvens mynning. Det byggdes av Vattenfallsstyrelsen (nuvarande Vattenfall AB) och togs i drift 1915.

## Historia

### Gamla stationen
Älvkarleby var Vattenfalls tredje stora projekt efter Olidans kraftverk i Trollhättan och Porjus kraftverk och syftet var att ge el åt Mellansverige. Kraftverket ritat av Erik Josephson hade från början en effekt på 70 MW, effekten har sedan ökats efterhand och ligger numera på 126 MW. Alla dammar ersattes omkring 1990 med nya i ungefär samma lägen, eftersom betongen i de ursprungliga dammarna hade urlakats kraftigt, varvid även kraftverket byggdes till med nya aggregat. Anläggningen består av fem stycken dubbla horisontella Francisturbiner och det maximala flödet genom varje är 90 m³/s vilket ger ett totalflöde på 450 m³/s i hela stationen.

### Nya stationen
1988-1991 byggdes en ny station bredvid den gamla. Denna station har en vertikal kaplanturbin och maxflödet uppgår till 250 m³/s.